# Cispius variegatus
Cispius variegatus là một loài nhện trong họ Pisauridae.
Loài này thuộc chi Cispius. Cispius variegatus được Eugène Simon miêu tả năm 1898.